# Luis Aponte Martínez
Luis Aponte Martínez (ur. 4 sierpnia 1922 w Lajas, zm. 10 kwietnia 2012 w San Juan) – portorykański duchowny katolicki, arcybiskup San Juan, kardynał.

## Życiorys
Studiował w seminarium Św. Jana w Brighton (Massachusetts) i na uniwersytecie w Bostonie; przyjął święcenia kapłańskie 10 kwietnia 1950 w San German. W latach 1950–1960 pracował jako duszpasterz w portorykańskiej diecezji Ponce, był tam również sekretarzem kurii biskupiej i wicekanclerzem oraz kapelanem Gwardii Narodowej.
23 lipca 1960 został mianowany biskupem pomocniczym Ponce, otrzymał stolicę tytularną Lares, a sakry udzielił mu 12 października 1960 arcybiskup Nowego Jorku kardynał Francis Spellman. Od kwietnia 1963 był koadiutorem, a od listopada t.r. – ordynariuszem diecezji Ponce. Brał udział w Soborze Watykańskim II. 4 listopada 1964 został promowany na stolicę arcybiskupią San Juan, objął także funkcję przewodniczącego Konferencji Episkopatu Puerto Rico.
5 marca 1973 papież Paweł VI wyniósł go do godności kardynalskiej, nadając tytuł prezbitera S. Maria della Provvidenza a Monteverde. Kardynał Aponte Martínez brał udział w sesjach Światowego Synodu Biskupów w Watykanie (w tym w sesji specjalnej dla Kościoła w Ameryce w listopadzie i grudniu 1997), sesjach Kolegium Kardynalskiego w Watykanie, konferencjach generalnych Episkopatów Latynoamerykańskich (1979, 1992) oraz obu konklawe 1978. W związku z osiągnięciem wieku emerytalnego zrezygnował z rządów archidiecezją San Juan w marcu 1999 (pozostał jeszcze do maja 1999 administratorem apostolskim sede vacante), a kończąc 80. rok życia w sierpniu 2002 utracił prawo udziału w kolejnych konklawe.